# 本願寺富山別院
本願寺富山別院（ほんがんじとやまべついん）は富山市総曲輪にある浄土真宗本願寺派（西本願寺）の別院である。

## 概要
本願寺富山別院は富山市総曲輪にある浄土真宗本願寺派の直属寺院であり、富山県東部における本願寺派の一大拠点である。また、寺務所には富山教区教務所があり、富山県東部の本願寺派寺院を管轄している。
富山県西部は高岡教区となっており、高岡市にある西本願寺高岡会館に高岡教区教務所が設置されている。
住職は浄土真宗本願寺派門主（本願寺住職）がつとめるが、実務は輪番が管理している。また、富山別院輪番が富山教区教務所長を兼務している。
本別院の西隣に真宗大谷派（東本願寺）の富山別院もあり、本別院は西別院、真宗大谷派富山別院は東別院と呼ばれる。

## 境内
- 本堂
  - 堂内には本願寺派第21代門主明如が『無量寿経』の文言から書いた「心得開明」の額がある。昭和42年の富山別院再建に際し、細川家第十二代庄左エ門より寄進されたものである。
- 徳風幼稚園

## 歴史
主に別院ホームページによる。
- 寛政年間 - 「富山大谷講」が結成。「本山会所」を設け、留守居を置く。
- 明治3年10月 - 富山藩から領内の寺院に対して、「合寺令」が発布される。藩内では一宗につき寺院が一つしか認められなくなったため、「富山大谷講本山会所」に臨時の説教所が設けられた。
- 明治12年12月 - 西本願寺への懇願の結果、本願寺説教所開設の許可を得る。
- この間、本堂（桁行十六間、梁行十六間、約二百七十坪）、庫裏の新築落成。説教所から別院への昇格運動もはじまり、政府に陳情を重ねる。
- 明治17年8月 - 別院昇格が許可され本願寺富山別院となる。

- 明治18年5月 - 市内より出火した火災によって別院本堂焼失。その後仮本堂を建てる。
- 明治32年 - 市中火災で仮本堂焼失。佐藤助九郎（佐藤工業株式会社創業者）の篤信により再び仮本堂建立。

- 明治40年 - 教化伝道の本拠として富山教区教務所を境内に設置する。
- 大正8年11月 - 別院再建の消息[注 2]をうけた再建記念事業として徳風会館、徳風幼稚園を建設。
- 大正15年 - 本堂再建。間口十七間、奥行二十一間、総欅造、約四百坪であった。
- 昭和14年5月 - 本堂焼失。
- 昭和20年8月1日 - 富山大空襲により、境内の全建物を焼失。
- 戦後 - 仮本堂建立。
- 昭和30年 - 勝如（本願寺第23代門主）が復興の消息[注 2]を発布。
- 昭和42年7月 - 現本堂完成。勝如門主親修のもと入仏慶讃法要を勤修。